# پرو پییچ
پرو پییچ (کرواتی: Pero Pejić؛ زادهٔ ۲۸ نوامبر ۱۹۸۲) بازیکن فوتبال بازنشسته اهل کرواسی است که در پست مهاجم بازی می‌کرد. از باشگاه‌هایی که او در آن بازی کرده‌است می‌توان تیرانا اسپورتینگ ، الفیصلی، دینامو تیرانا و استقلال اشاره کرد. وی رکورد بیشترین گل زده را در تاریخ لیگ برتر آلبانی را داراست.

## زندگی شخصی
پرو پییچ متاهل و دارای دو فرزند دو قلو است.او به زبان کرواسی و آلبانیایی صحبت میکند.

## عملکرد باشگاهی
او در مرداد ماه سال ۹۴ با قراردادی دو ساله به باشگاه استقلال پیوست. او در استقلال ۵ گل به ثمر رسانده‌است: ۲ گل به شهرداری سمنان، و یک گل به سایپا، فولاد و استقلال خوزستان. و در بازی‌های دوستانه هم ۱۷ مهر۹۴ به راه آهن ، ۲۱ آبان به ملوان بندرانزلی، ۲۸ دی به تیم امیداستقلال تهران و ۶ بهمن به پدیده گلزنی کرد. وی همراه با استقلال عنوان نایب قهرمانی جام حذفی ۹۵–۱۳۹۴ را کسب کرده است، او در فصل ۱۷–۲۰۱۶ از استقلال جدا شد و بار دیگر به لیگ آلبانی برگشت. او در بازگشت به تیم کوکسی در ۳۵ بازی ۲۸ گل زد و بار دیگر آقای گل آلبانی و همراه همان تیم قهرمان شد.
-پروپییچ در فصل ۱۸–۲۰۱۷ در سن ۳۶ سالگی به تیم اسلاون کوپریونیکا در لیگ کرواسی منتقل شد و در ۲۲ بازی به میدان رفت و تنها ۳ گل به ثمر رساند و پس از آن هم بازنشسته شد.
این بازیکن کروات که از نگاه منزوی به درد استقلال نمی‌خورده حتی در یورو لیگ (۳ بار) و در لیگ قهرمانان اروپا نیز یک بار گلزنی کرده‌است. او در لیگ آلبانی به ماشین گلزنی معروف است و با ۱۵۳ گل بهترین گلزن تاریخ لیگ آلبانی است.

## افتخارات

### باشگاهی
دینامو تیرانا
- سوپر لیگ فوتبال آلبانی (۱ بار): ۰۸–۲۰۰۷

تیرانا
- جام حذفی فوتبال آلبانی (۱ بار): ۱۱–۲۰۱۰

اسکندربو کورچه
- سوپر لیگ فوتبال آلبانی (۲ بار): ۱۳–۲۰۱۲ و ۱۴–۲۰۱۳
- سوپر جام فوتبال آلبانی (۱ بار): ۲۰۱۳

کوکسی
- سوپر لیگ فوتبال آلبانی (۲ بار): ۱۷–۲۰۱۶
- سوپر جام فوتبال آلبانی (۱ بار): ۲۰۱۶

### فردی
- آقای گل سوپر لیگ فوتبال آلبانی (۳ بار): ۱۴–۲۰۱۳، ۱۵–۲۰۱۴، ۱۷–۲۰۱۶
- بهترین بازیکن ماه سپتامبر ۲۰۱۲ و سپتامبر ۲۰۱۶ سوپر لیگ فوتبال آلبانی[۳]
- بهترین گلزن خارجی تاریخ سوپر لیگ فوتبال آلبانی
- سومین بازیکن برتر تاریخ سوپر لیگ فوتبال آلبانی از لحاظ هتریک با ۸ هتریک